# Faujasia
Genre
Faujasia est un genre de plante à fleurs de la famille des astéracées. Il est composé de quatre espèces : Faujasia cadetiana, Faujasia pinifolia, Faujasia salicifolia et Faujasia squamosa, toutes endémiques de  l'île de La Réunion, département d'outre-mer français dans le sud-ouest de l'océan Indien. 